# Bombylius melanopygus
Bombylius melanopygus är en tvåvingeart som beskrevs av Jacques-Marie-Frangile Bigot 1861. Bombylius melanopygus ingår i släktet Bombylius och familjen svävflugor. Inga underarter finns listade i Catalogue of Life.